# فهرست کلان‌شهرهای ایران

کشور ایران دارای ۱۹ کلان‌شهر است که شامل ۹ کلان‌شهر رسمی و ۱۰ کلان‌شهر غیررسمی می‌باشد. در ایران، شهرهایی که بالای یک میلیون جمعیت دارند کلان‌شهر شناخته می‌شوند. فهرست این کلان‌شهرها همراه با جمعیت آن‌ها به شرح زیر است:
بر اساس مصوبۀ هیأت وزیران مؤرخۀ ۱۷ آبان ۱۳۹۶ سمت شهرداری کلان‌شهرهای بالای ۱ میلیون نفر «مدیریت سیاسی» محسوب شده و با مقامات موضوع بند (ه) ماده ۷۱ قانون مدیریت خدمات کشوری همتراز شده‌است. این بدین معنی‌ست که شهرداری کلان‌شهرهای بالای ۱ میلیون نفر جمعیت همتراز با «معاون وزیر» هستند.

## کلانشهرهای ایران
| رتبه | نام شهر  | نام استان         | وضعیت   | جمعیت (۱۳۹۵) | تصویر                                 | شهرداریشورای شهر                   |
| ---- | -------- | ----------------- | ------- | ------------ | ------------------------------------- | ---------------------------------- |
| ۱    | تهران    | تهران             | رسمی    | ۸٬۶۹۳٬۷۰۶    | تهران؛ نخستین کلان‌شهر و پایتخت ایران. | شهرداری تهرانشورای شهر تهران       |
| ۲    | مشهد     | خراسان رضوی       | رسمی    | ۳٬۰۰۱٬۱۸۴    | مشهد؛ دومین کلان‌شهر ایران.            | شهرداری مشهدشورای شهر مشهد         |
| ۳    | اصفهان   | اصفهان            | رسمی    | ۱٬۹۶۱٬۲۶۰    | اصفهان؛ سومین کلان‌شهر ایران.          | شهرداری اصفهانشورای شهر اصفهان     |
| ۴    | کرج      | البرز             | رسمی    | ۱٬۵۹۲٬۴۹۲    | کرج؛ چهارمین کلان‌شهر ایران.           | شهرداری کرجشورای شهر کرج           |
| ۵    | شیراز    | فارس              | رسمی    | ۱٬۵۶۵٬۵۷۲    | شیراز، پنجمین کلانشهر ایران           | شهرداری شیرازشورای شهر شیراز       |
| ۶    | تبریز    | آذربایجان شرقی    | رسمی    | ۱٬۵۵۸٬۶۹۳    | تبریز، ششمین کلانشهر ایران            | شهرداری تبریزشورای شهر تبریز       |
| ۷    | قم       | قم                | رسمی    | ۱٬۲۰۱٬۱۵۸    | قم؛ هفتمین کلان‌شهر ایران.             | شهرداری قمشورای شهر قم             |
| ۸    | اهواز    | خوزستان           | رسمی    | ۱٬۱۸۴٬۷۸۸    | اهواز؛ هشتمین کلان‌شهر ایران.          | شهرداری اهوازشورای شهر اهواز       |
| ۹    | کرمانشاه | کرمانشاه          | رسمی    | ۹۴۶٬۶۵۱      | کرمانشاه؛ نهمین کلان‌شهر ایران.        | شهرداری کرمانشاهشورای شهر کرمانشاه |
| ۱۰   | ارومیه   | آذربایجان غربی    | غیررسمی | ۷۳۶٬۲۲۴      | ارومیه؛ دهمین کلان‌شهر ایران.          | شهرداری ارومیهشورای شهر ارومیه     |
| ۱۱   | رشت      | گیلان             | غیررسمی | ۶۷۹٬۹۹۵      | رشت؛ یازدهمین کلان‌شهر ایران.          | شهرداری رشتشورای شهر رشت           |
| ۱۲   | زاهدان   | سیستان و بلوچستان | غیررسمی | ۵۸۷٬۷۳۰      | زاهدان؛ دوازدهمین کلان‌شهر ایران.      | شهرداری زاهدانشورای شهر زاهدان     |
| ۱۳   | همدان    | همدان             | غیررسمی | ۵۵۴٬۴۰۶      | همدان؛ سیزدهمین کلان‌شهر ایران.        | شهرداری همدانشورای شهر همدان       |
| ۱۴   | کرمان    | کرمان             | غیررسمی | ۵۳۷٫۷۱۸      |                                       | شهرداری کرمان                      |
| ۱۵   | یزد      | یزد               | غیررسمی | ۵۲۹٬۶۷۳      | یزد؛ پانزدهمین کلان‌شهر ایران.         | شهرداری یزدشورای شهر یزد           |
| ۱۶   | اردبیل   | اردبیل            | غیررسمی | ۵۲۹٬۳۷۴      | اردبیل؛ شانزدهمین کلان‌شهر ایران.      | شهرداری اردبیلشورای شهر اردبیل     |
| ۱۷   | بندرعباس | هرمزگان           | غیررسمی | ۵۲۶٬۶۴۸      | بندرعباس، هفدهمین کلانشهر ایران       | شهرداری بندرعباسشورای شهر بندرعباس |
| ۱۸   | اراک     | مرکزی             | غیررسمی | ۵۲۰٬۹۴۴      | اراک؛ هجدهمین کلان‌شهر ایران.          | شهرداری اراکشورای شهر اراک         |
| ۱۹   | ساری     | مازندران          | غیررسمی | ۵۰۴٬۲۹۸      |                                       | شهرداری ساریشورای شهر ساری         |

## ابهام در تعریف کلان‌شهر

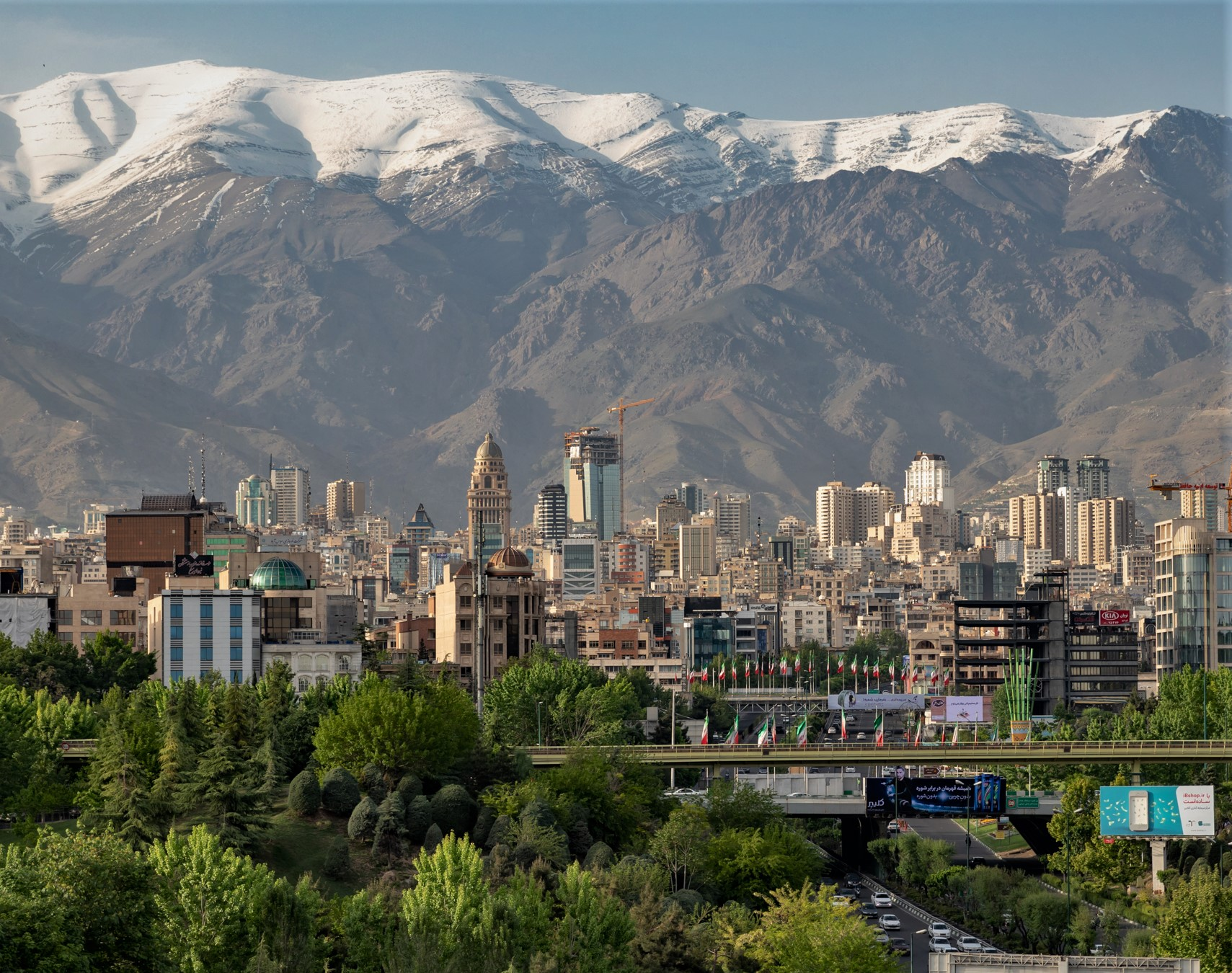
با تعریف کلانشهر از سوی سازمان ملل متحد، تهران تنها کلان‌شهر ایران به‌شمار می‌رود.

در تعریف بین‌المللی کلانشهر که توسط سازمان ملل متحد آورده شده کلان‌شهر یا مادر شهر به شهرهایی گفته می‌شود که بیش از ۴ میلیون نفر جمعیت داشته باشند. از این رو از دیدگاه تعریف بین‌المللی در ایران تنها شهر تهران به عنوان کلان‌شهر شناخته می‌شود. درعین حال همان‌طور که تعریف مفهوم شهر در کشورهای مختلف متفاوت می‌باشد، تقسیم‌بندی انواع شهرها نیز برحسب سطح فعالیت‌ها، میزان جمعیت پذیری و حوزه نفوذ شهر در کشورهای گوناگون با یکدیگر یکسان نیست. اما در ادبیات رایج کشور ایران اصطلاح کلان‌شهر معادل مادرشهر (متروپلیس) است و به شهرهایی اطلاق می‌شود که حداقل یک میلیون نفر جمعیت داشته و واجد مرکزیتی اقتصادی - سیاسی که در مقیاس ناحیه‌ای یا ملی از موقعیتی مرکزی برخوردار باشد. تعریف کلانشهر در سال ۱۳۸۷ توسط محمد سعیدی‌کیا وزیر وقت مسکن و شهرسازی در شورای عالی شهرسازی و معماری اصلاح شد و طبق آن شهرهای با جمعیت بیش از ۵۰۰ هزار نفر کلان‌شهر محسوب می‌شوند. به دلیل نداشتن تعریف حقوقی واحد از کلان‌شهر در ایران فقط شهرهای بالای یک میلیون نفر می‌توانند از مزایای قانون مالیات بر ارزش افزوده بهره بیشتری ببرند. با تصویب شورای عالی شهرسازی و معماری شهرهای زیر یک میلیون نفر می‌توانند به صورت قانونی و رسمی کلان‌شهر شوند اما نمی‌توانند از قانون مالیات بر ارزش افزوده بهره بیشتری ببرند. اکنون شهرهای تهران، مشهد، اصفهان، کرج، شیراز، تبریز، قم، اهواز و کرمانشاه به صورت رسمی کلان‌شهر محسوب می‌شوند.